# Fiat 702

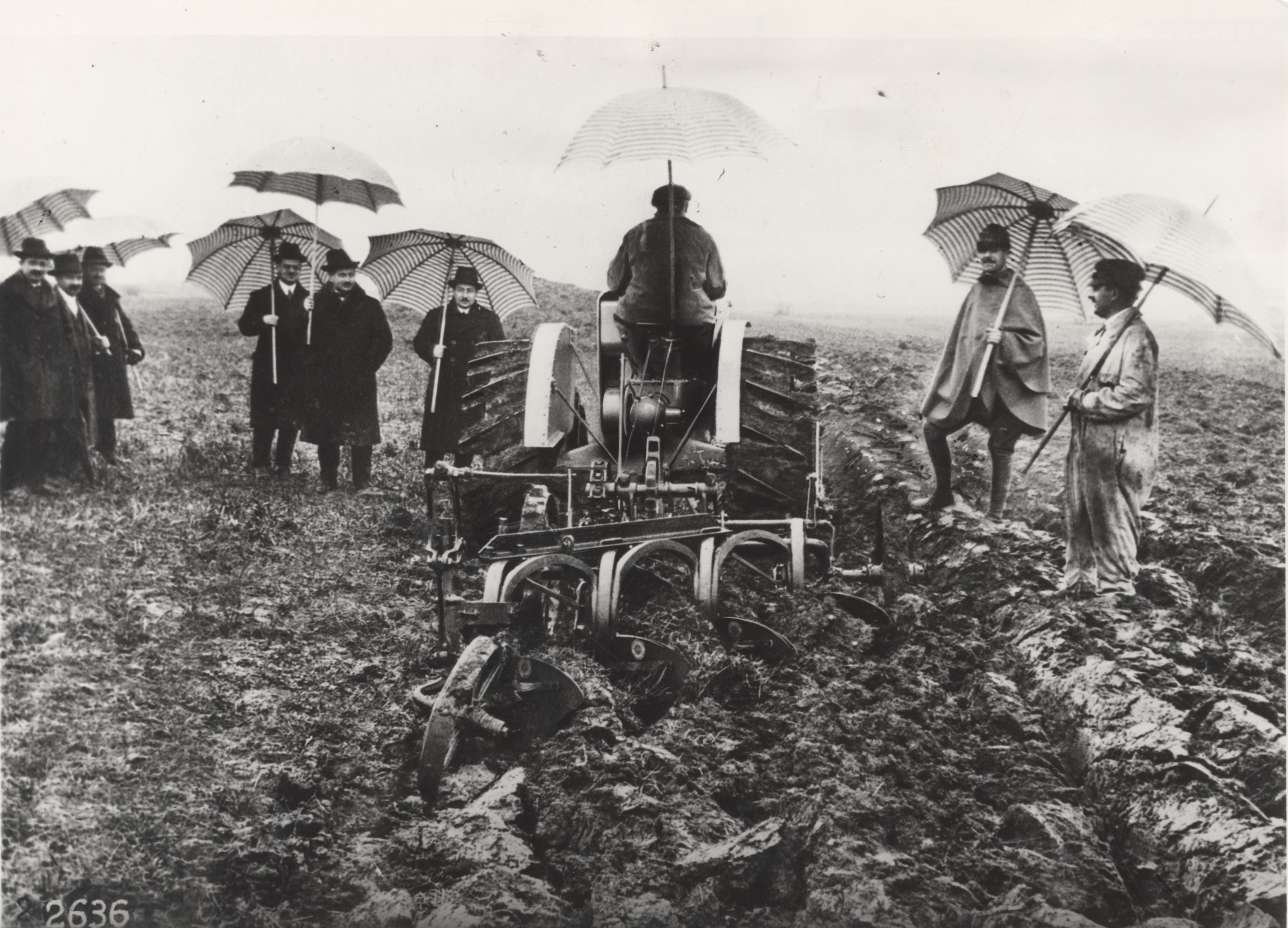
Prime prova di aratura

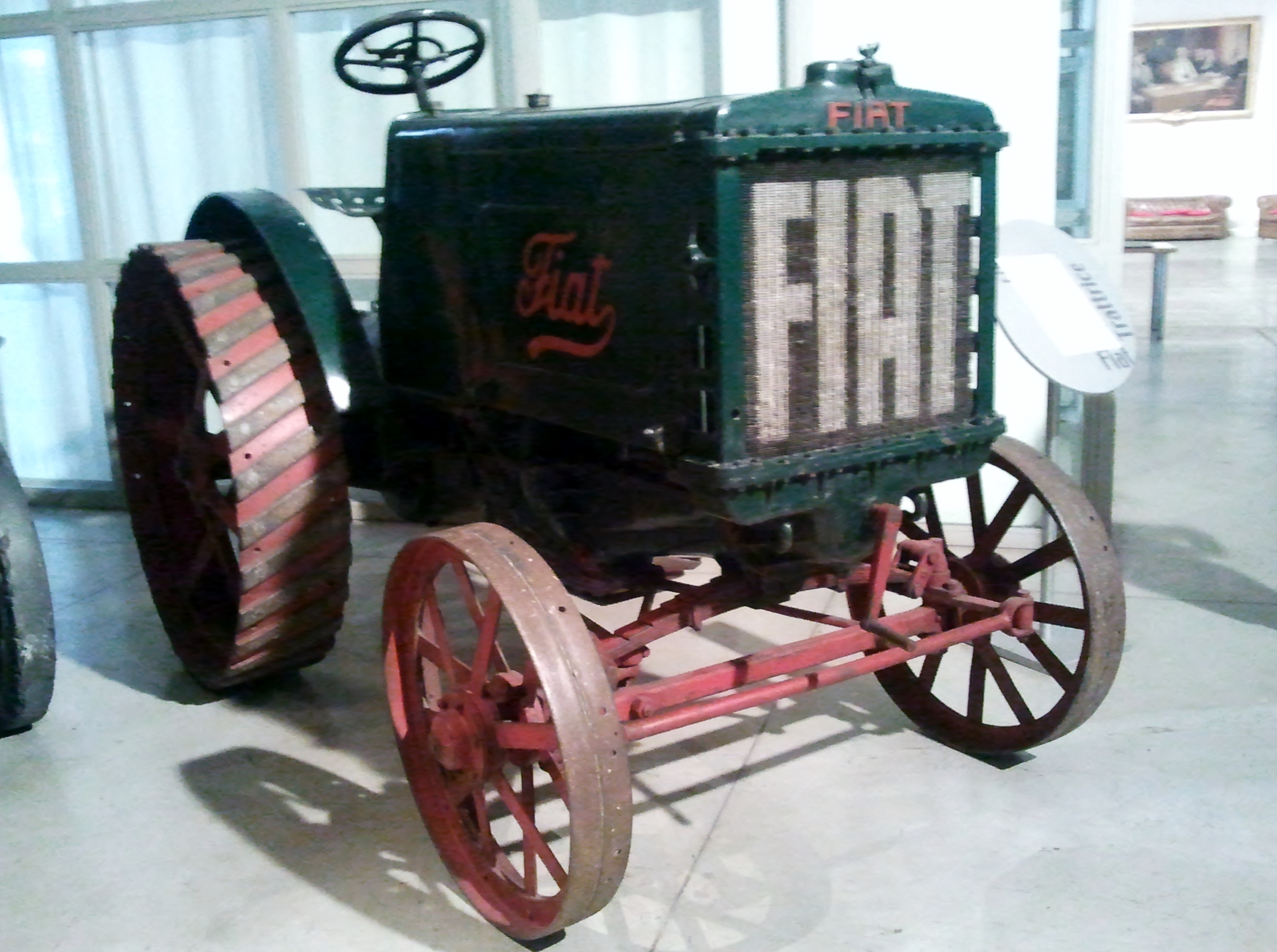
Fiat 702

Fiat 702 è il primo trattore agricolo prodotto dalla Fiat Trattori nel 1919 a Torino. Si tratta di una macchina idonea soprattutto per l'aratura fuori solco, ma idonea anche al trasporto. È stato esportato in Sud America in Francia ed ha avuto notevole successo di vendite in Italia. I primi modelli avevano la carrozzeria colorata di verde oppure di grigio, le ruote metalliche senza pneumatici e l'avviamento a manovella. Il motore era derivato da un autocarro che venne utilizzato durante la prima guerra mondiale. I tecnici commerciali portarono il 702 in giro per tutta Italia facendo delle prove dimostrative di aratura e di trasporto di prodotti agricoli.